# 수선화속
수선화(水仙花)는 수선화속(Narcissus) 식물의 총칭이다.

## 분포
유럽·지중해·북아프리카·중동에서 한국·중국에 이르기까지 널리 분포하며, 약 30종이 있다.

## 특징
알뿌리는 비늘줄기로 둘레가 8cm인 소형에서 20cm에 이르는 대형인 것까지 있다. 줄기는 품종에 따라 10-50cm로 크기에 차이가 있다. 잎은 줄모양이고 길이 12-50cm이며 너비 0.5-3cm이다. 꽃은 꽃줄기 끝에 홀로 또는 산형꽃차례로 피며, 지름 1.5cm 정도의 소륜에서 12cm에 이르는 대륜까지 있다. 꽃덮이조각은 가로로 퍼지며 덧꽃부리는 나팔모양 또는 컵모양이다. 꽃색은 노랑·흰색·다홍·담흥색 등이다.  꽃잎은 화관모양으로되어있으며 안쪽 오무라진컵모양은 부화관 바깥쪽 접시모양은 내화피와 외화피로 이루어져 있고  지푸라기문형으로 감싸고 있는 꽃대는 코로나라 한다. 개화시기는 겨울철에서 5월 무렵까지이며, 화단·화분에 심거나 꽃꽂이용으로 많이 이용된다.

## 여러 가지 쓰임새
무함마드의 가르침 중에 이 꽃이 등장하는 것이 유명하다.
그 중엔 "두 조각의 빵이 있는 자는 그 한 조각을 수선화와 맞바꿔라. 빵은 몸에 필요하나, 수선화는 마음에 필요하다."
라고 가르쳤다고 한다.
이슬람교같은 경우도 수선화는 아주 중요한 존재라고 하고,
고대 그리스는 수선화로 사원을 장식, 장례용으로도 쓰였다고 한다.
수선화는 민간에서 비늘줄기를 부스럼이나 악창을 치료하는 데  썼고, 천식, 구토, 거담, 백일해, 부기, 어깨 결림 등에 쓰는 약재이기도 하다

## 꽃말에 대해

### 꽃말
- 자존
- 자아도취
- 무심
- 가르침
- 자애
- 자만
- 고결
- 알림

대표적인 꽃말은 자존.
자기애가 넘치는 단어들이 꽃말로 정해져있어 이것들로 알 수 있듯이, 수선화는 자기애를 기반하는 뜻을 가지고 있다.

## 품종
주요 수선류는 다음과 같다.

### 나팔수선화
남·서유럽이 원산으로 1개의 꽃줄기에 1개의 꽃이 피며, 덧꽃부리는 꽃덮이조각과 같은 길이이나 그것보다 길다. 수선 중에서 가장 대륜인 종이다. 꽃피는 시기는 3-4월이고, 화단·꽃꽂이용으로 재배되며 촉성재배도 많다. 더치마스터·킹알프레드·로열빅토리·베스트셀러·마운트후드 등이 있다.

### 입술연지수선화
지중해 연안이 원산으로 1개의 꽃줄기에 1개의 꽃이 피는 중륜의 종이고, 꽃에 향기가 있다. 악타이아·칸타빌 등이 있다.

### 황수선
1개의 꽃줄기에 2-3개 또는 송이모양 꽃이 핀다. 꽃에 향기가 있다. 톨레비시언·존킬·골든셉터·수지 등이 있다.

### 타제타
카나리아제도·북아프리카·남프랑스·지중해연안·중국 등지에 많다. 제라늄·크랙포드·실버차임·일본수선 등이 있다.

### 볼보코디움
유럽 남서부가 원산으로 비늘줄기가 1-2cm 작은 알뿌리종으로 줄기는 높이 약 15cm이다. 잎은 3-4장이고 1개의 꽃줄기에 1개의 꽃이 핀다. 꽃색은 노랑이고 덧꽃부리·꽃부리조각 모두 약 1.5cm로 작다.

## 재배
조생종은 8월, 일반종은 9-10월에 심는다. 심는 깊이는 알뿌리 높이의 약 2배로 하며, 건조지나 한지에서는 2.5배 정도로 심는다. 비료는 밑거름을 많이 주고 부엽토에 종박·어박·골분 등과 소량의 유기화학비료를 섞어서 주는데, 질소질을 많이 필요로 하는 것과 알뿌리가 저장중에 썩기 쉬운 것 등이 있으므로 주의해야 하다. 알뿌리를 파내는 것은 1-2년 간격으로 하는데, 잎이 노랗게 되기 시작하는 6월에 비를 피하여 파고 수용성 살균제로 소독하여 통풍이 좋은 장소에 보존한다. 잎끝에서부터 황갈색으로 말라 오그라지는 점무늬병을 막기 위해서는 구근소독을 철저히 해야 한다. 화분에 심을 때는 배수가 좋고 비료성분이 풍부한 흙으로 심으며 눈이 나오기까지는 집 밖에서 기르고 봉오리가 나오기 시작하면 실내에 들여와 관상한다. 큰 알뿌리종은 물재배로도 쉽게 꽃이 핀다.

## 하위 종
| - N. abscissus - N. alpestris - N. assoanus - N. asturiensis - N. atlanticus - N. aureus - N. barlae - N. bertolonii - N. bicolor - N. broussonetii - N. bulbocodium - N. calcicola - N. canaliculatus - N. canariensis - N. cantabricus - N. cavanillesii - N. corcyrensis - N. cordubensis - N. cuatrecasasii - N. cupularis | - N. cyclamineus - N. cyprii - N. dubius - N. elegans - N. fernandesii - N. gaditanus - N. hedraeanthus - N. hispanicus - N. italicus - N. jonquilla - N. longispathus - N. macrolobus - N. minor - N. moschatus - N. nanus - N. nevadensis - N. nobilis - N. obesus - N. obvallaris - N. ochroleucus | - N. pachybolbus - N. pallidiflorus - N. panizzianus - N. papyraceus - N. poeticus - N. polyanthos - N. portensis - N. provincialis - N. pseudonarcissus - N. pumilus - N. radiiflorus - N. romieuxii - N. rupicola - N. scaberulus - N. serotinus - N. tazetta - N. tortifolius - N. triandrus - N. viridiflorus - N. willkommii |

## 갤러리

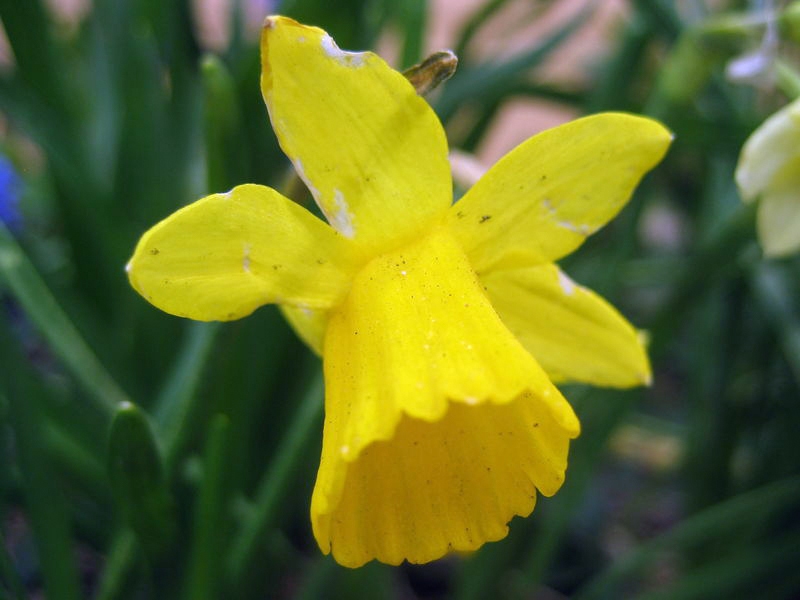
Narcissus 'Little Gem'
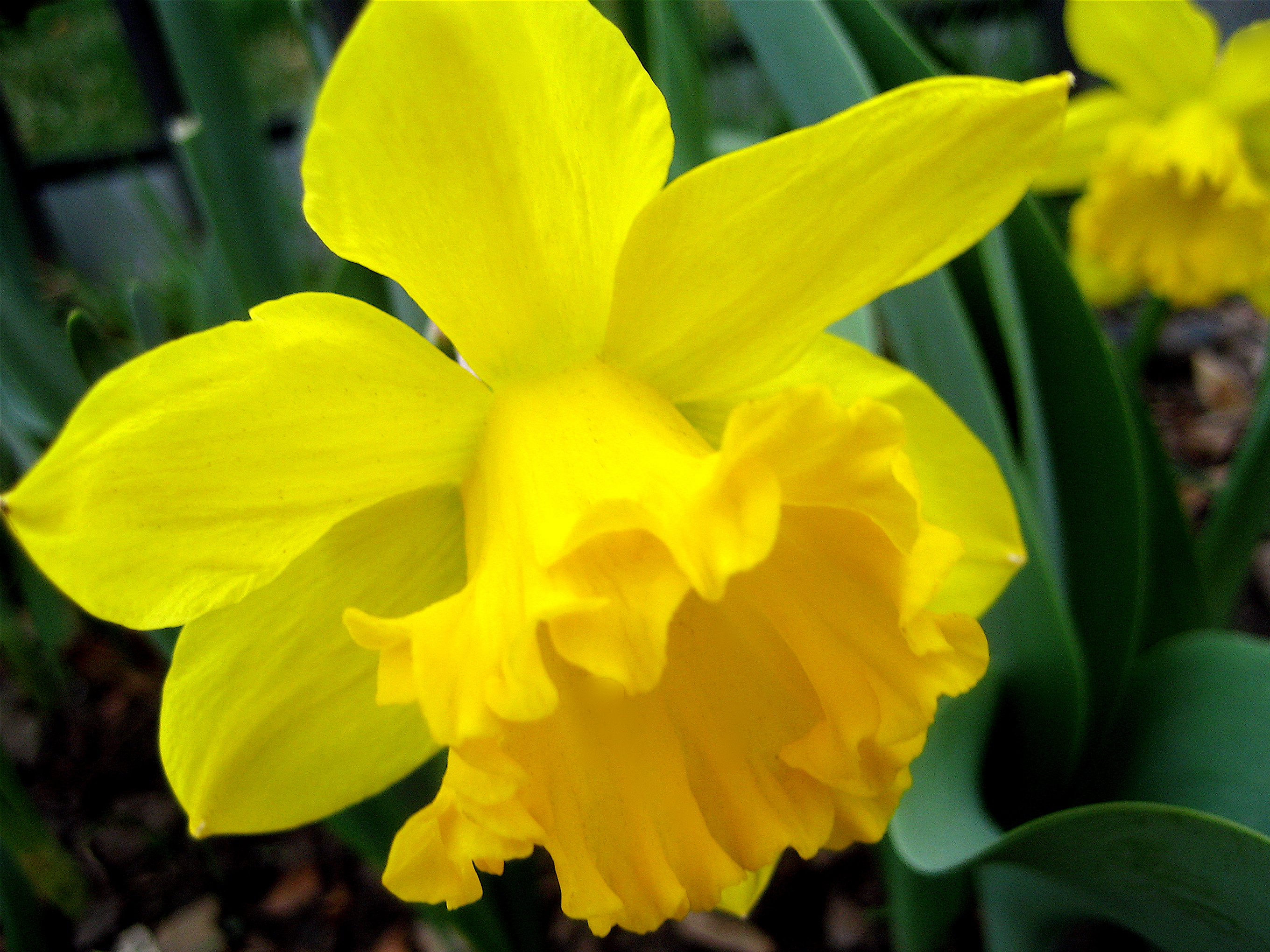
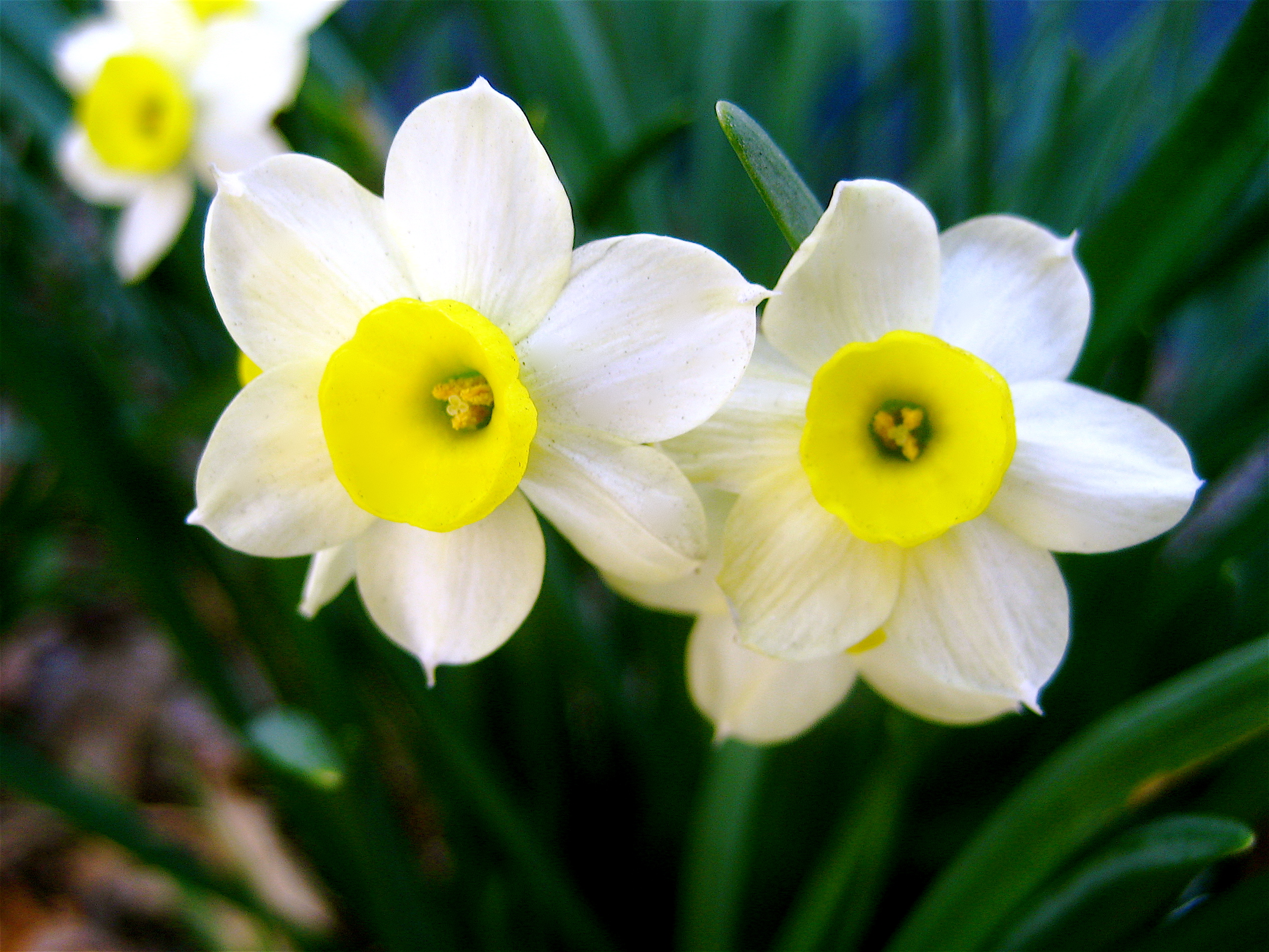
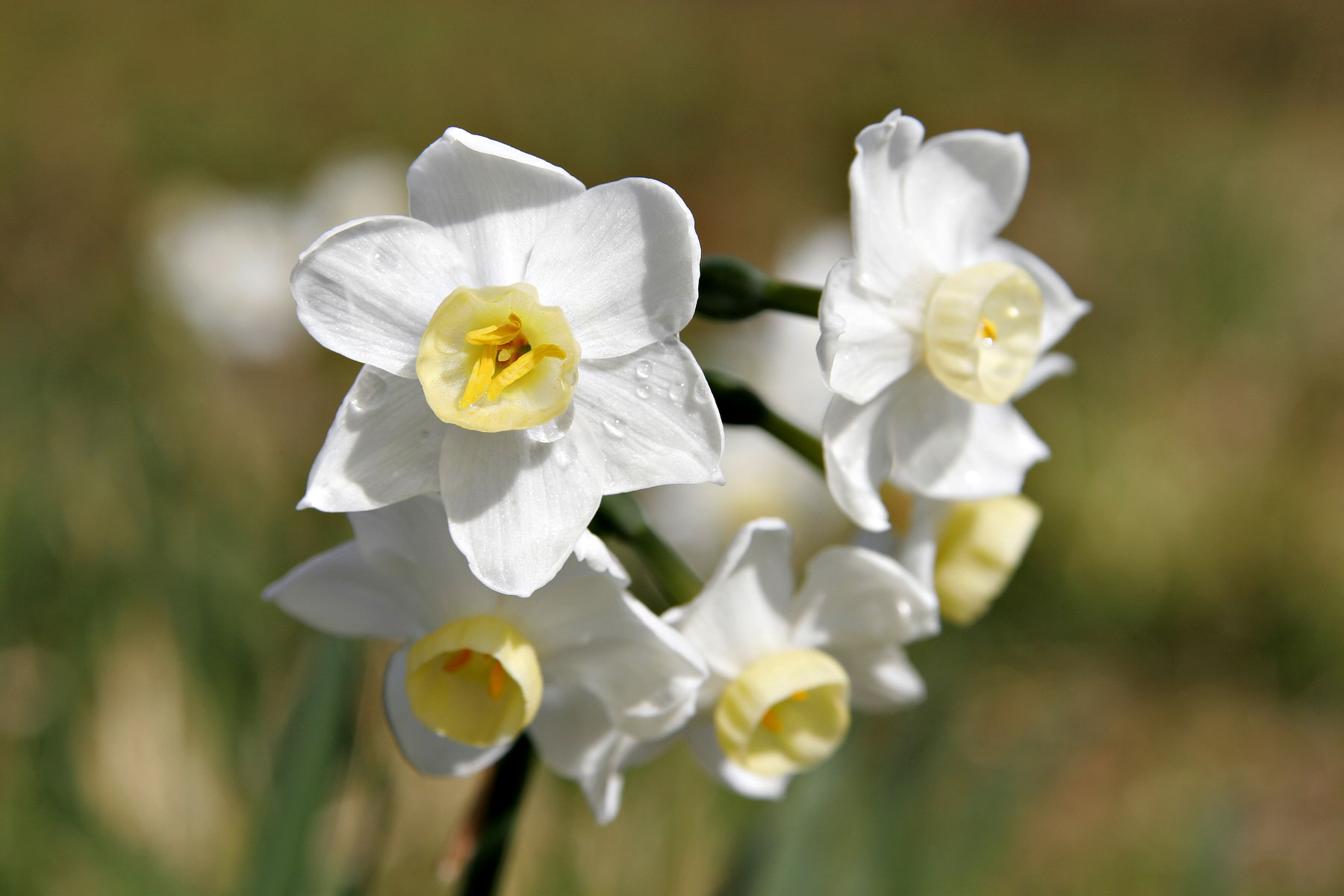
White Jonquil
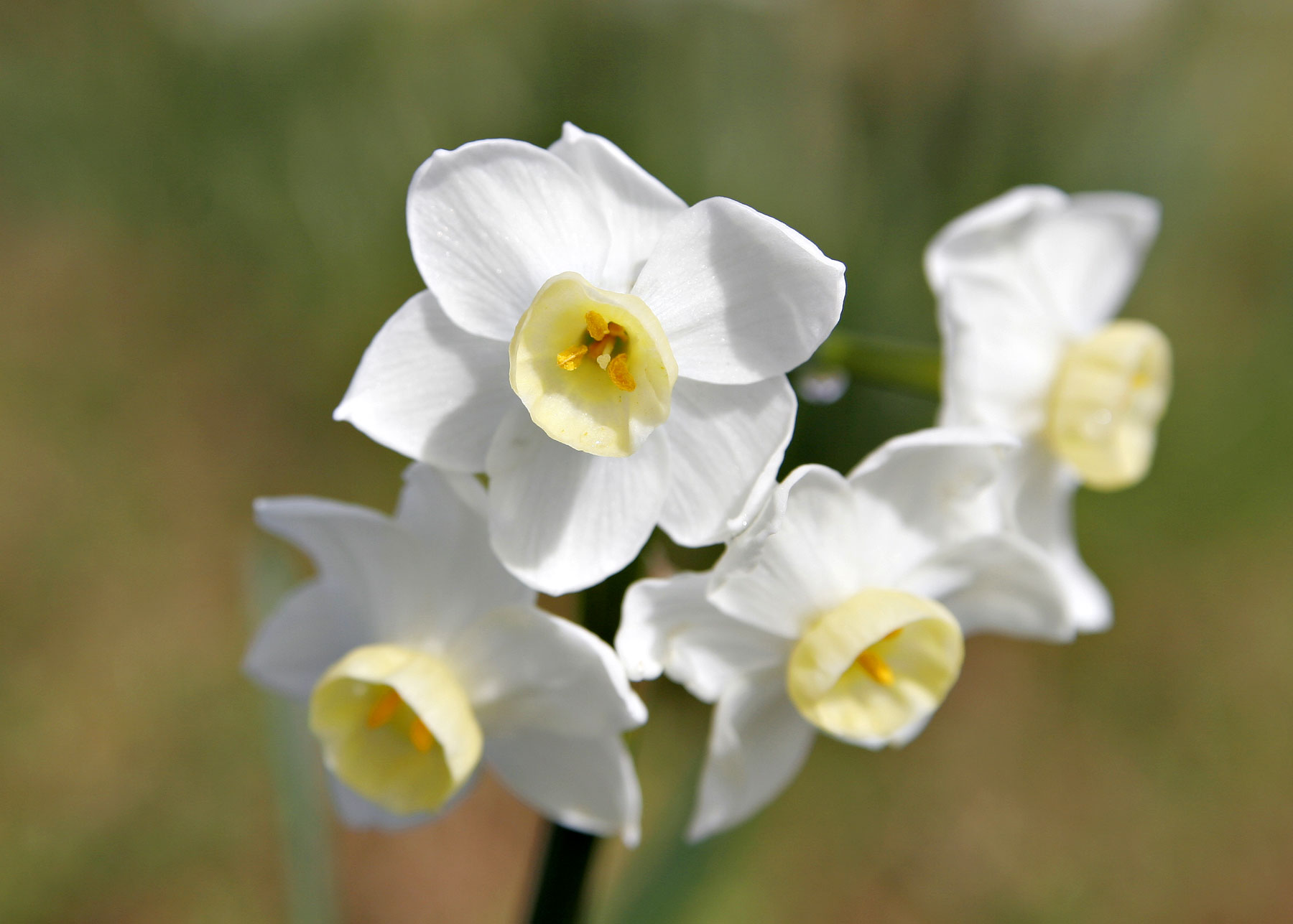
White Jonquil
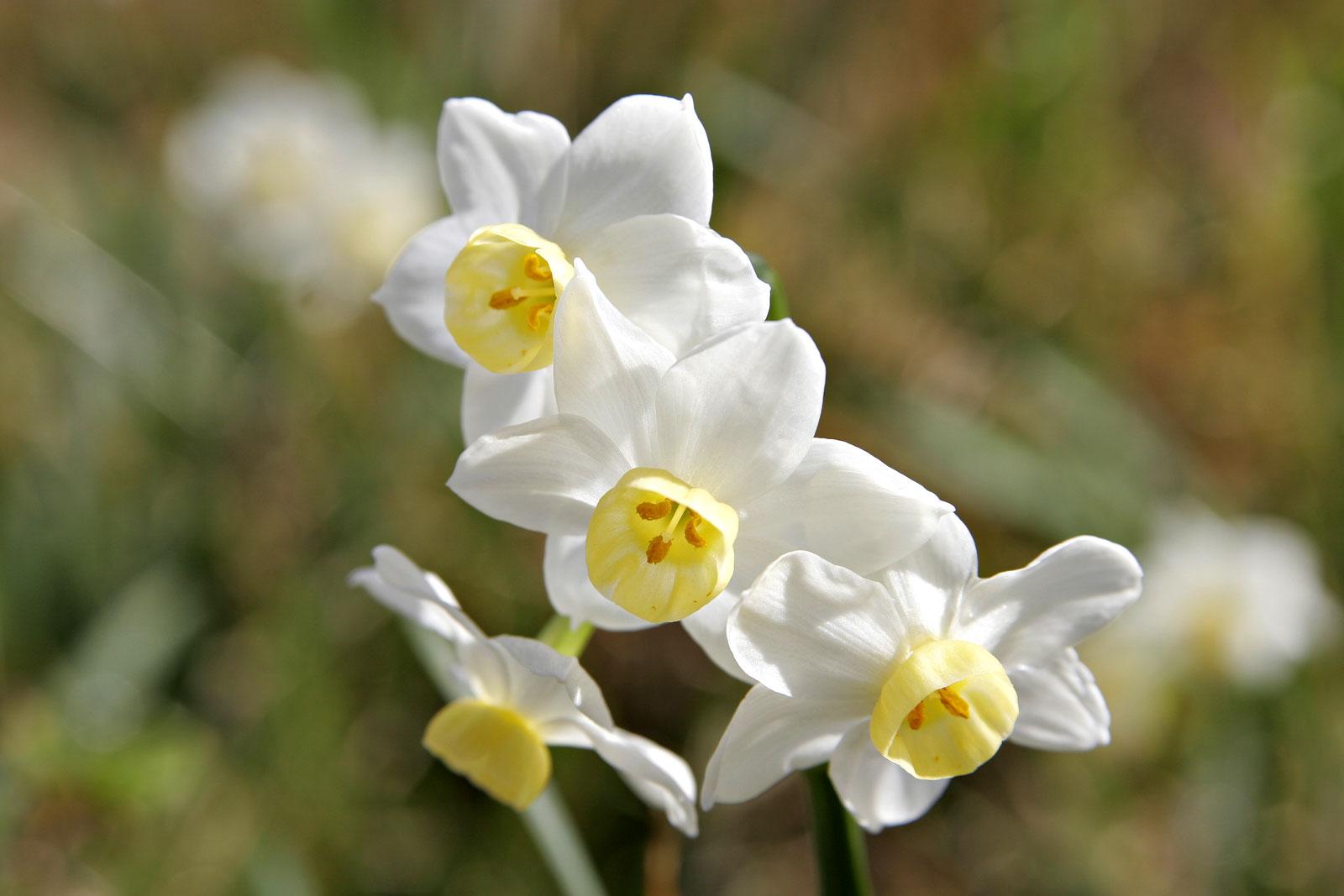
White Jonquil
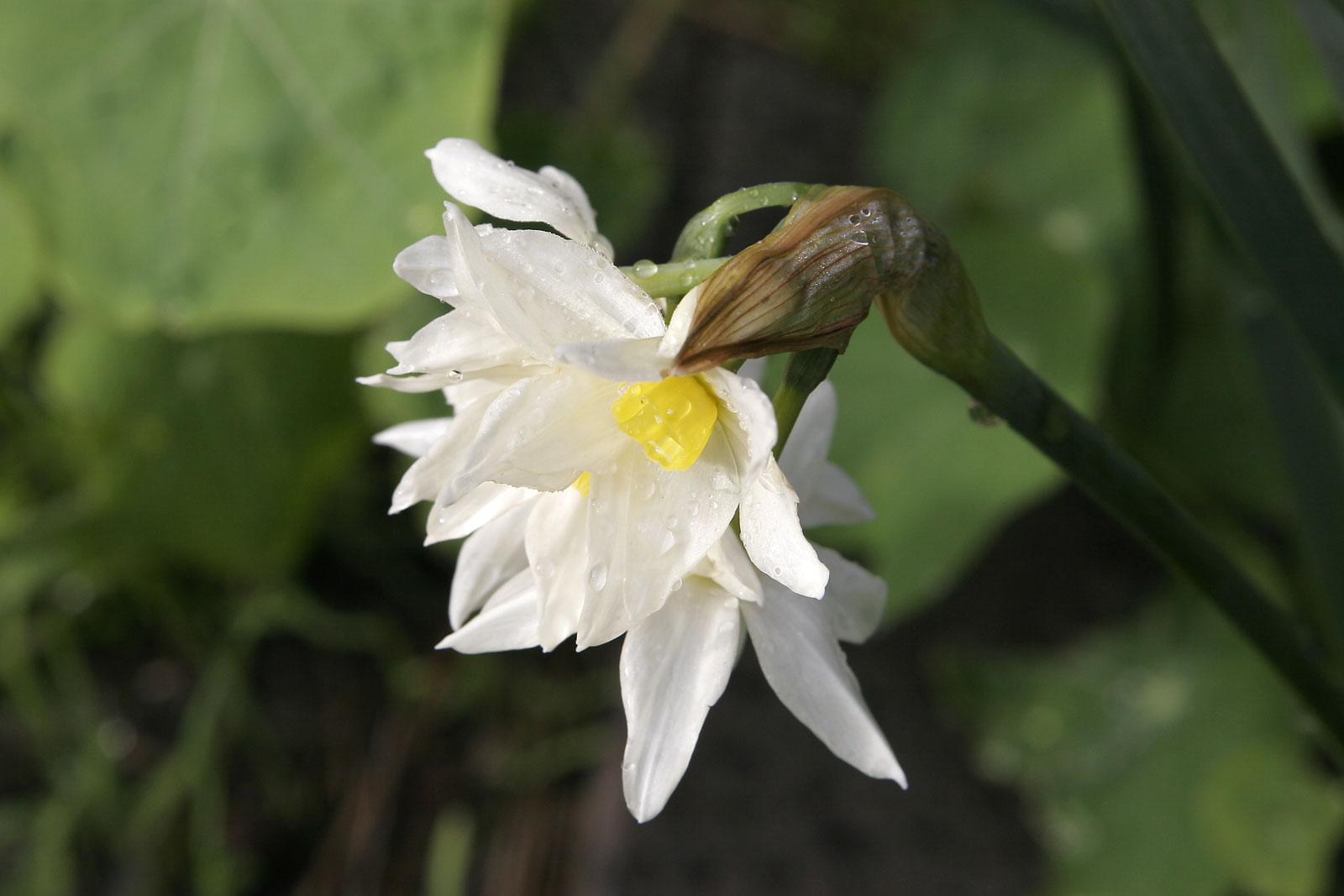
White Jonquil
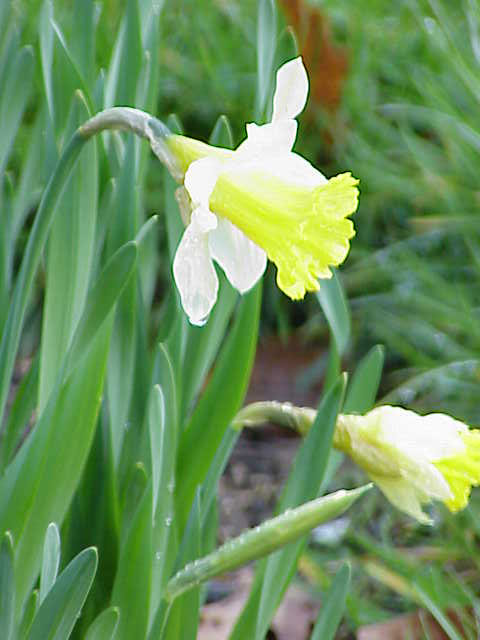
Narcissus pseudonarcissus
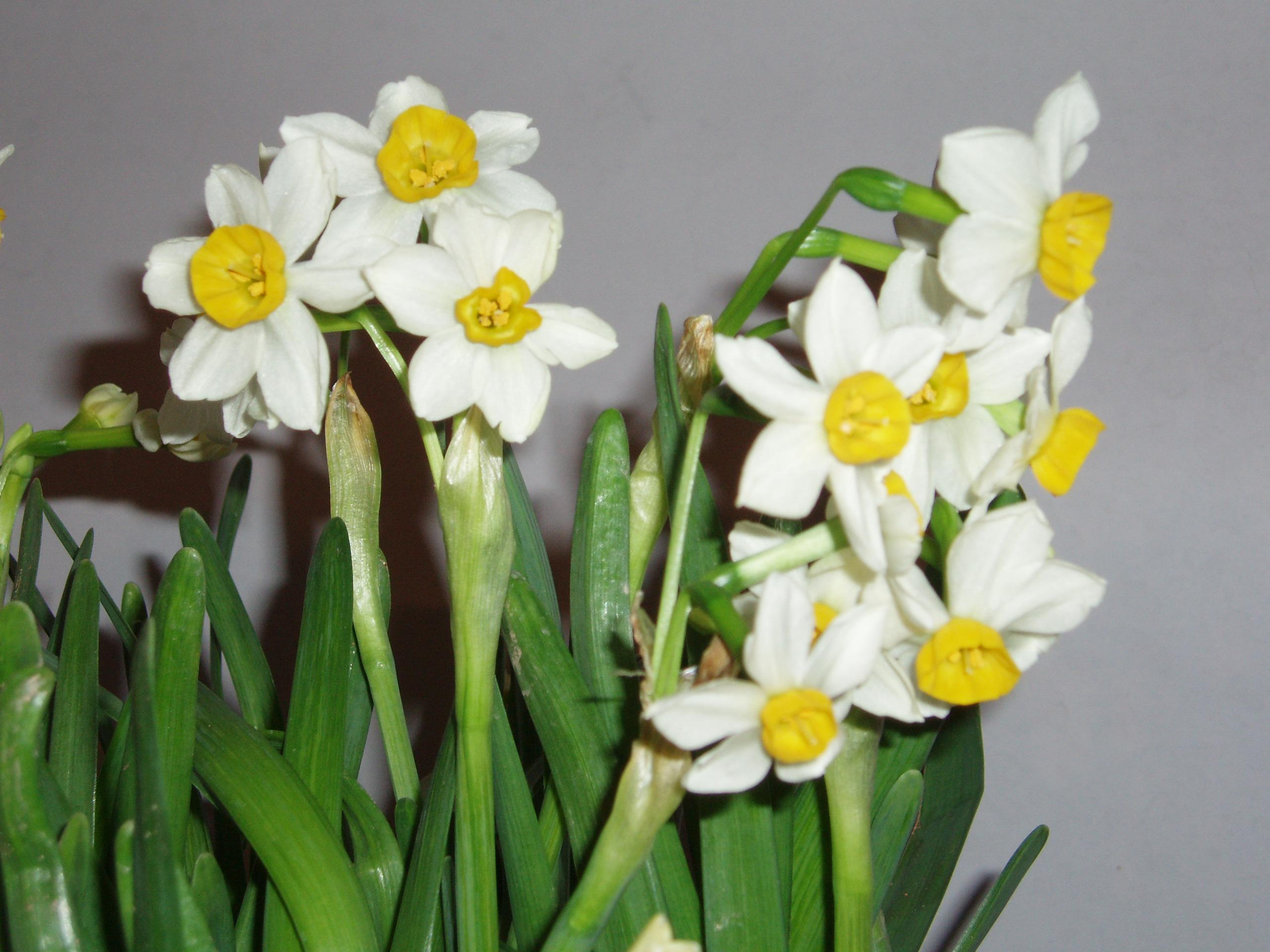
Narcissus tazetta
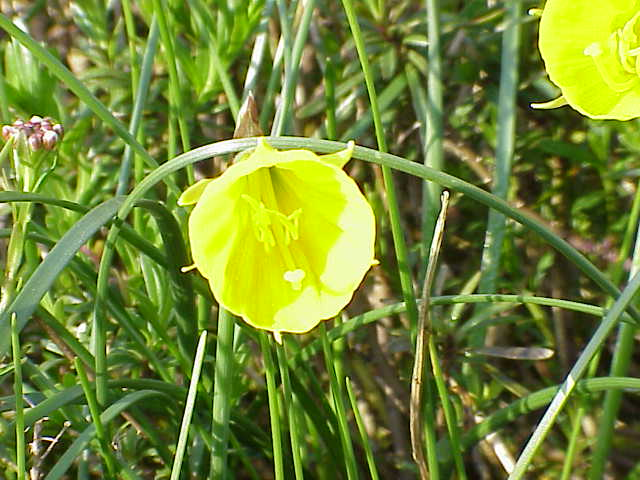
Narcissus bulbocodium ssp. bulbocodium
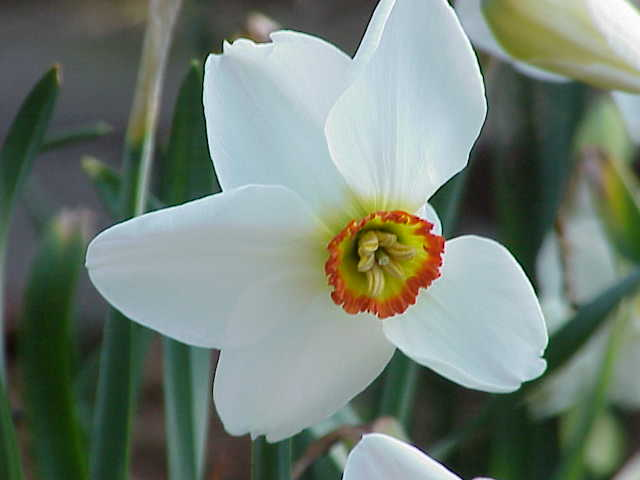
Narcissus poeticus 'Actaea'
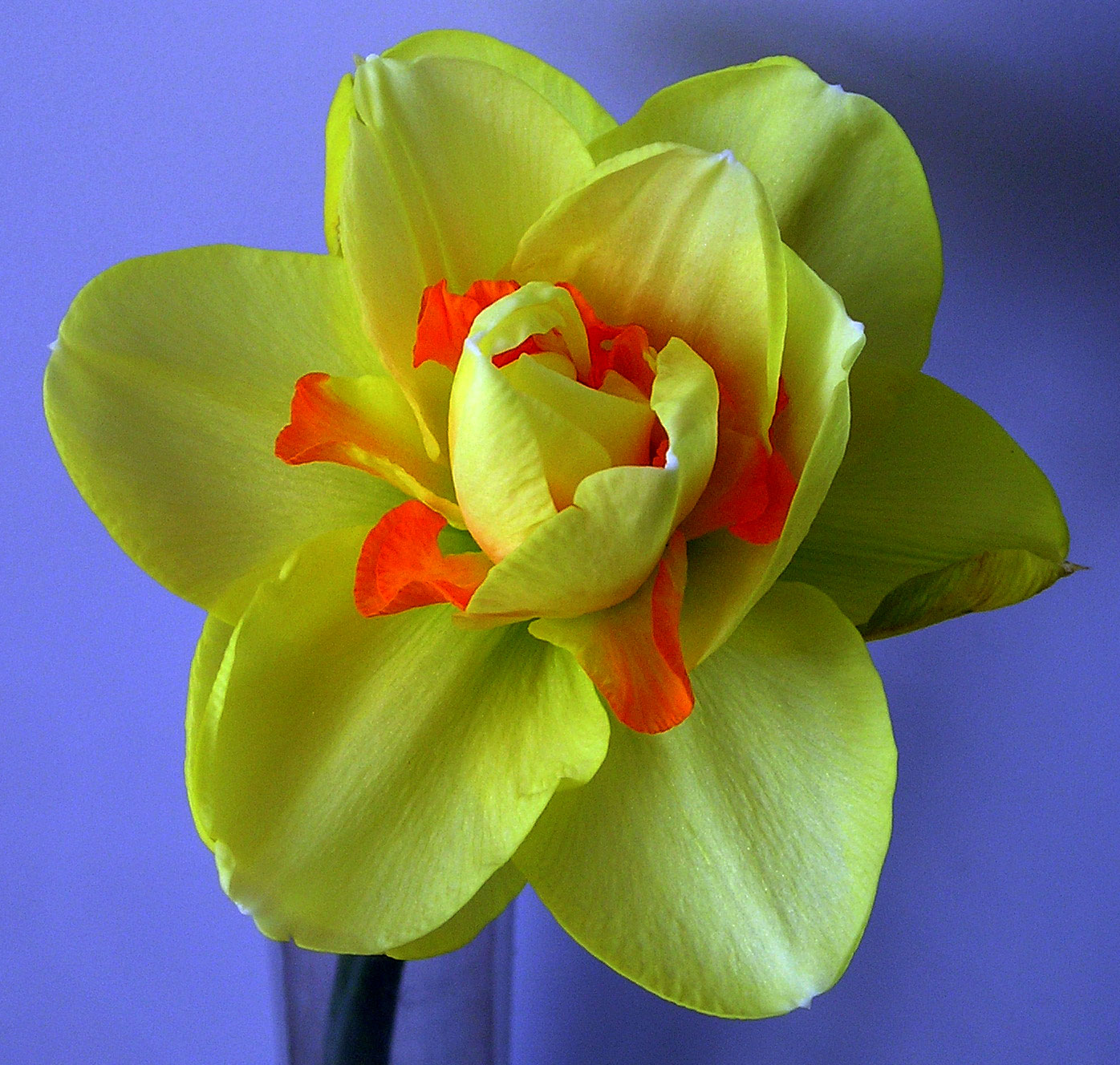
Narcissus 'Tahiti'
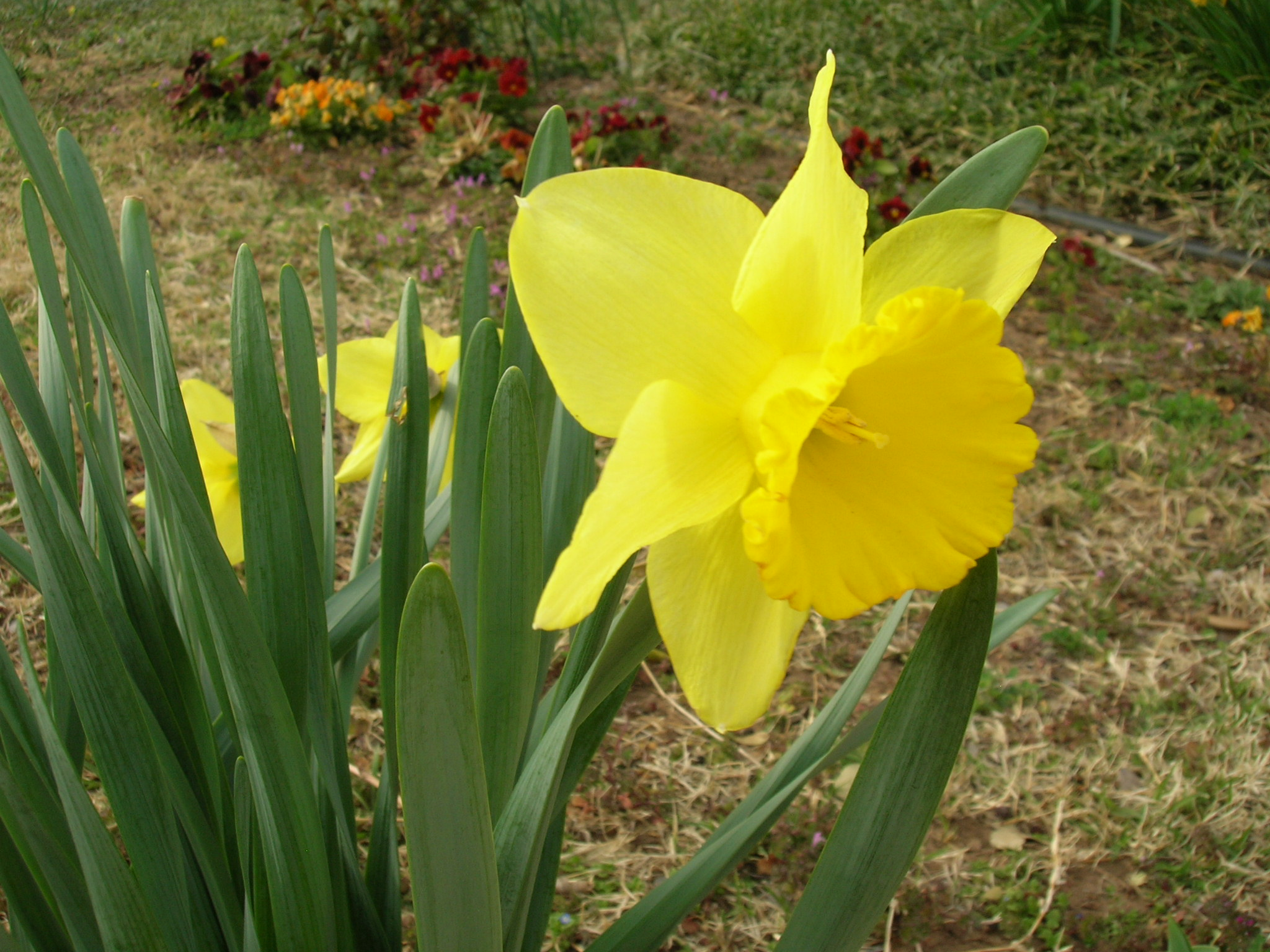
Narcissus (yellow)
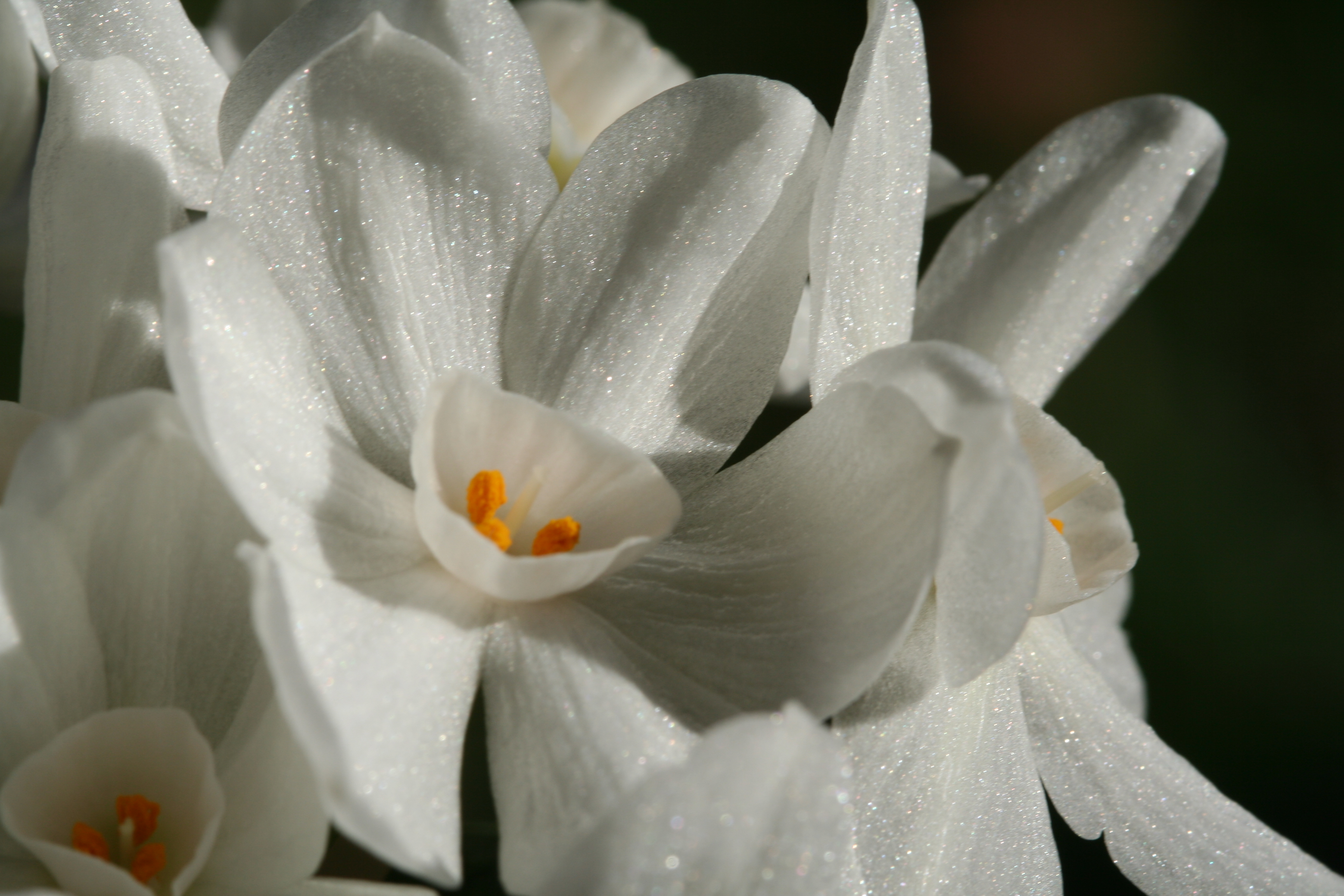
Narcissus papyraceus 'Paperwhite'
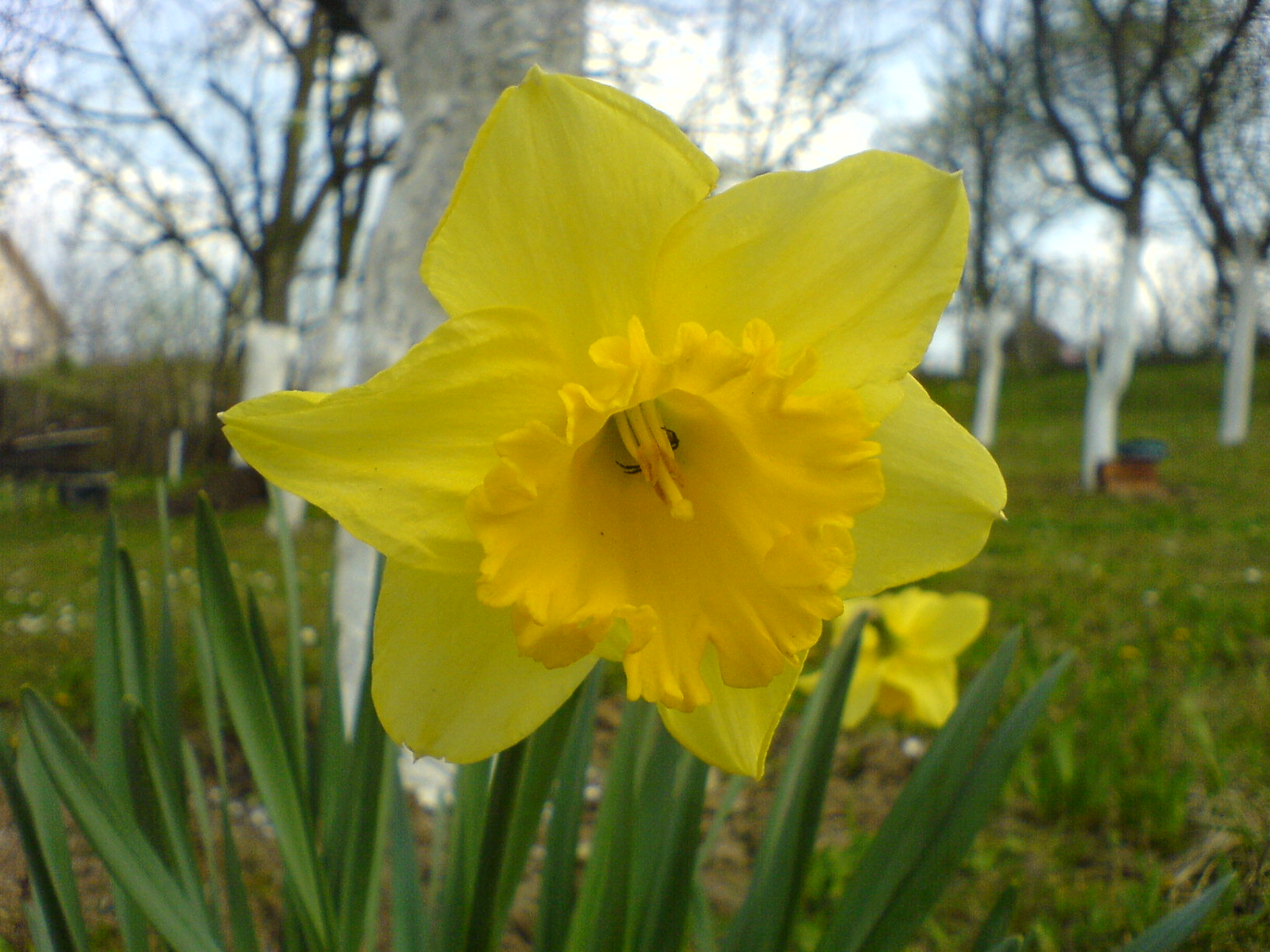
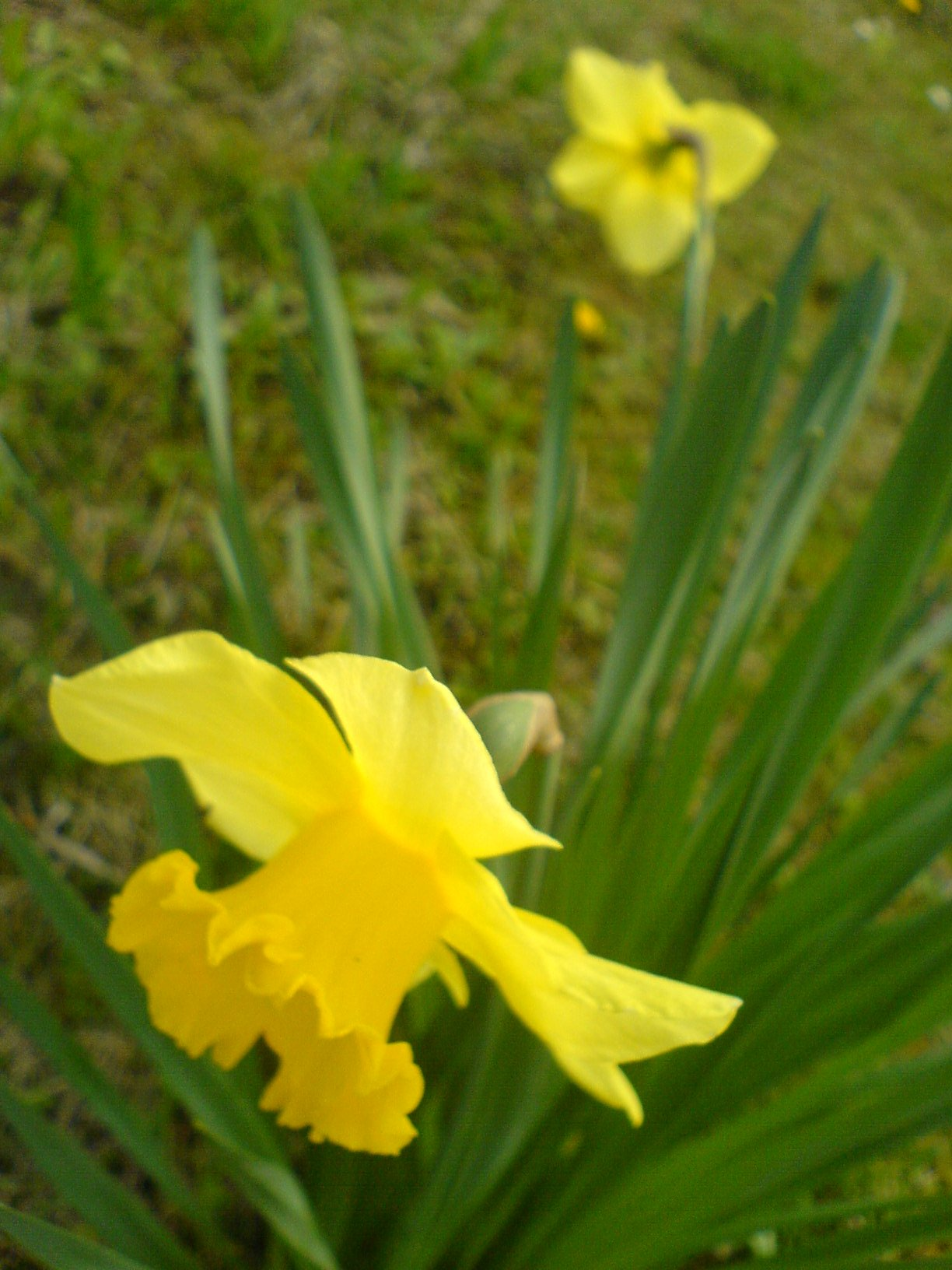
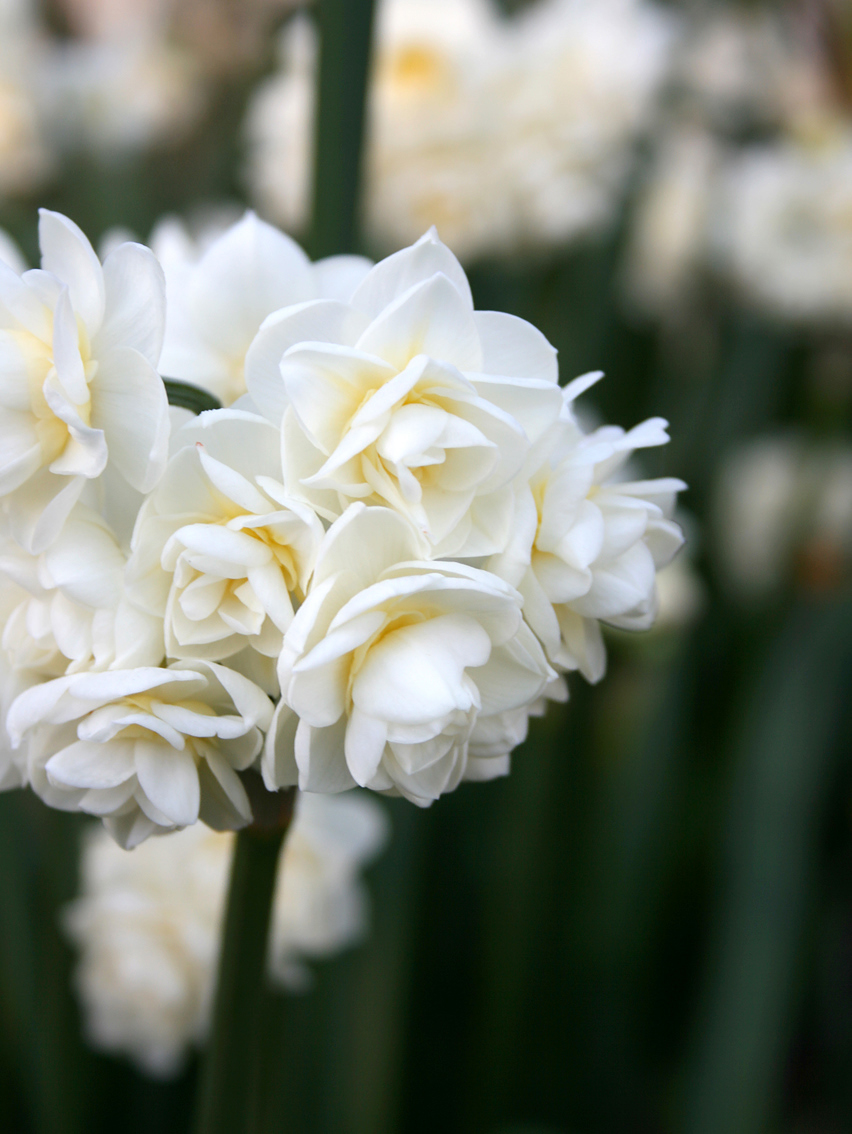
Narcissus 'Erlicheer'
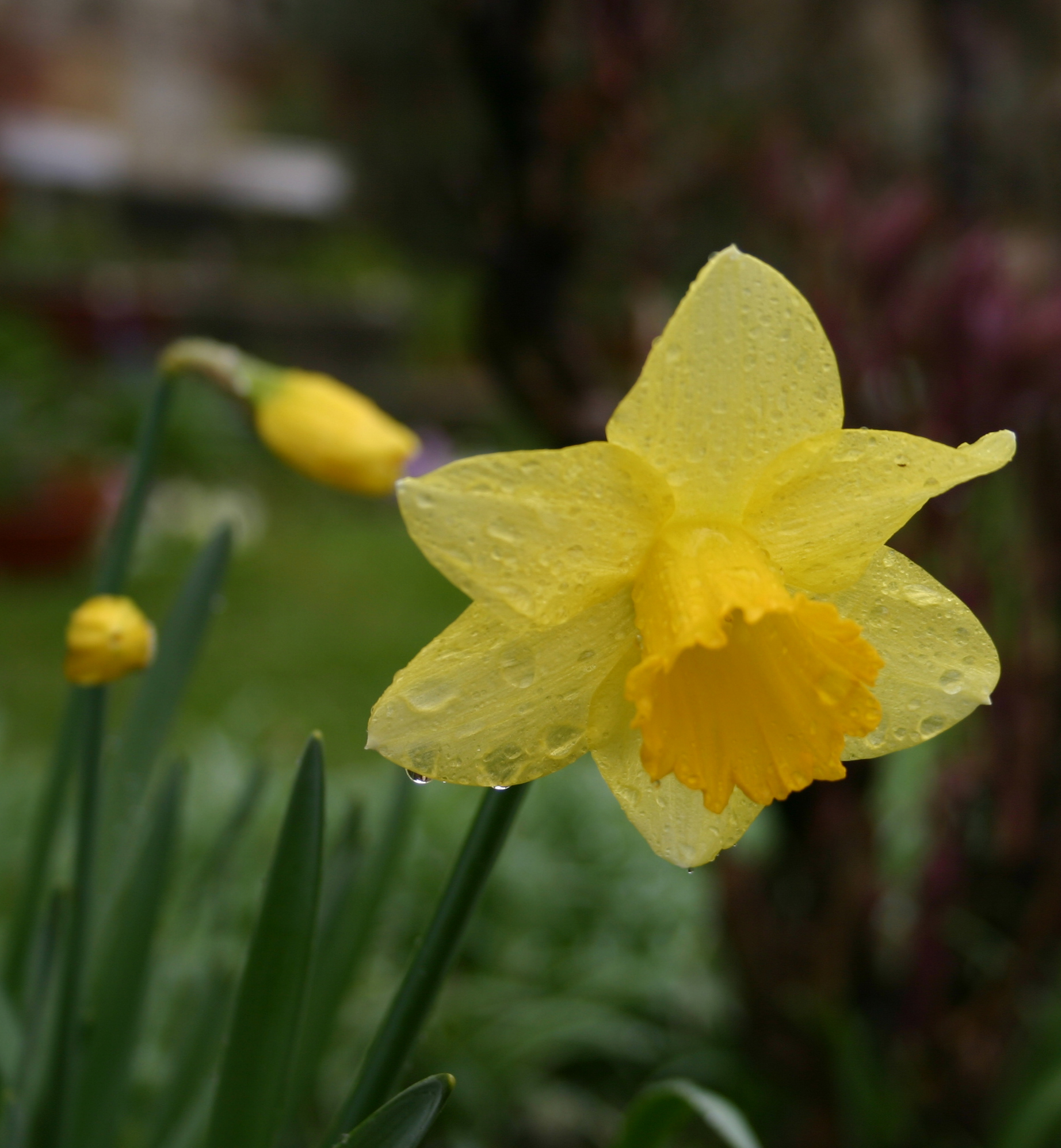
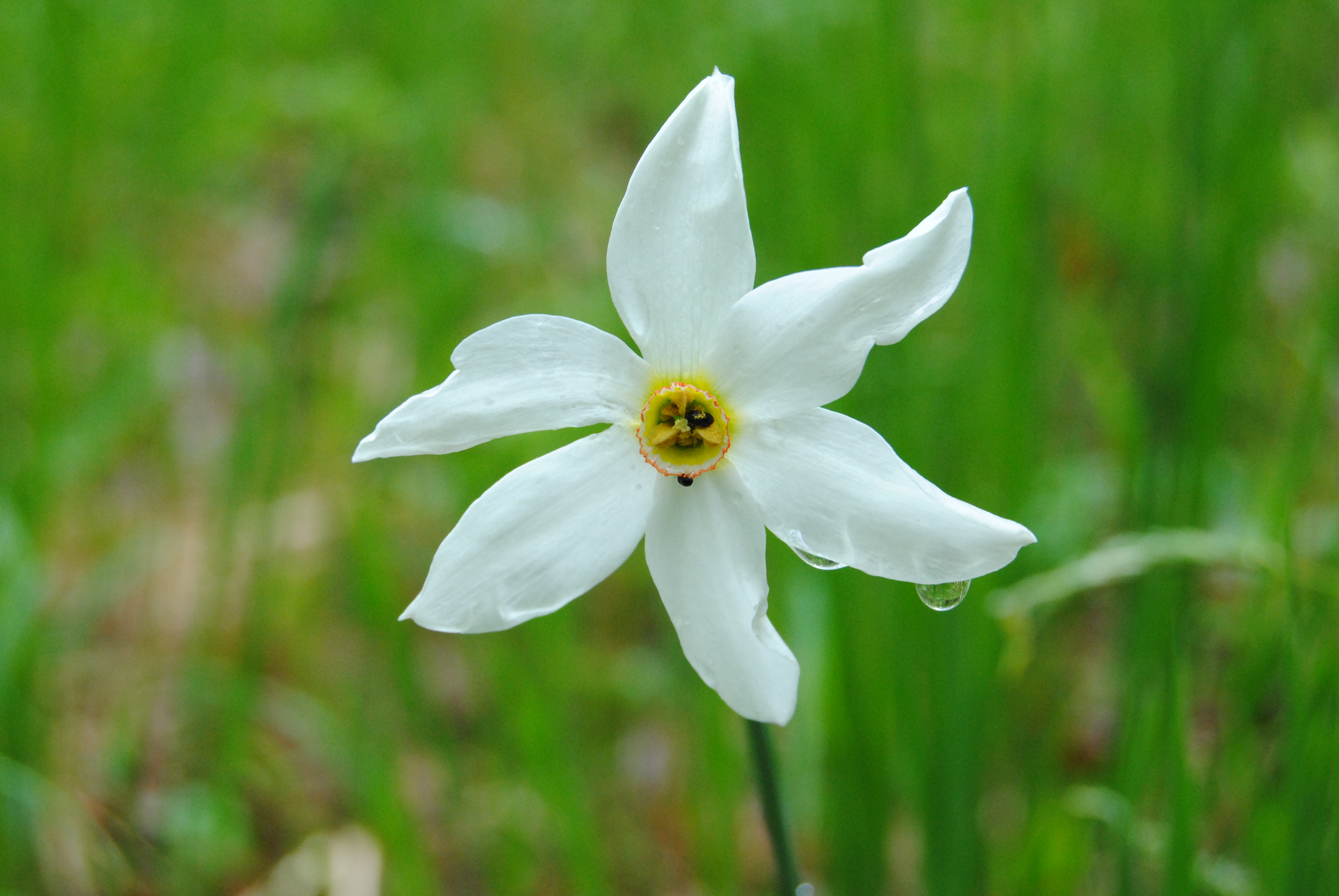
Narcissus poeticus